# Imperial (Madrid)

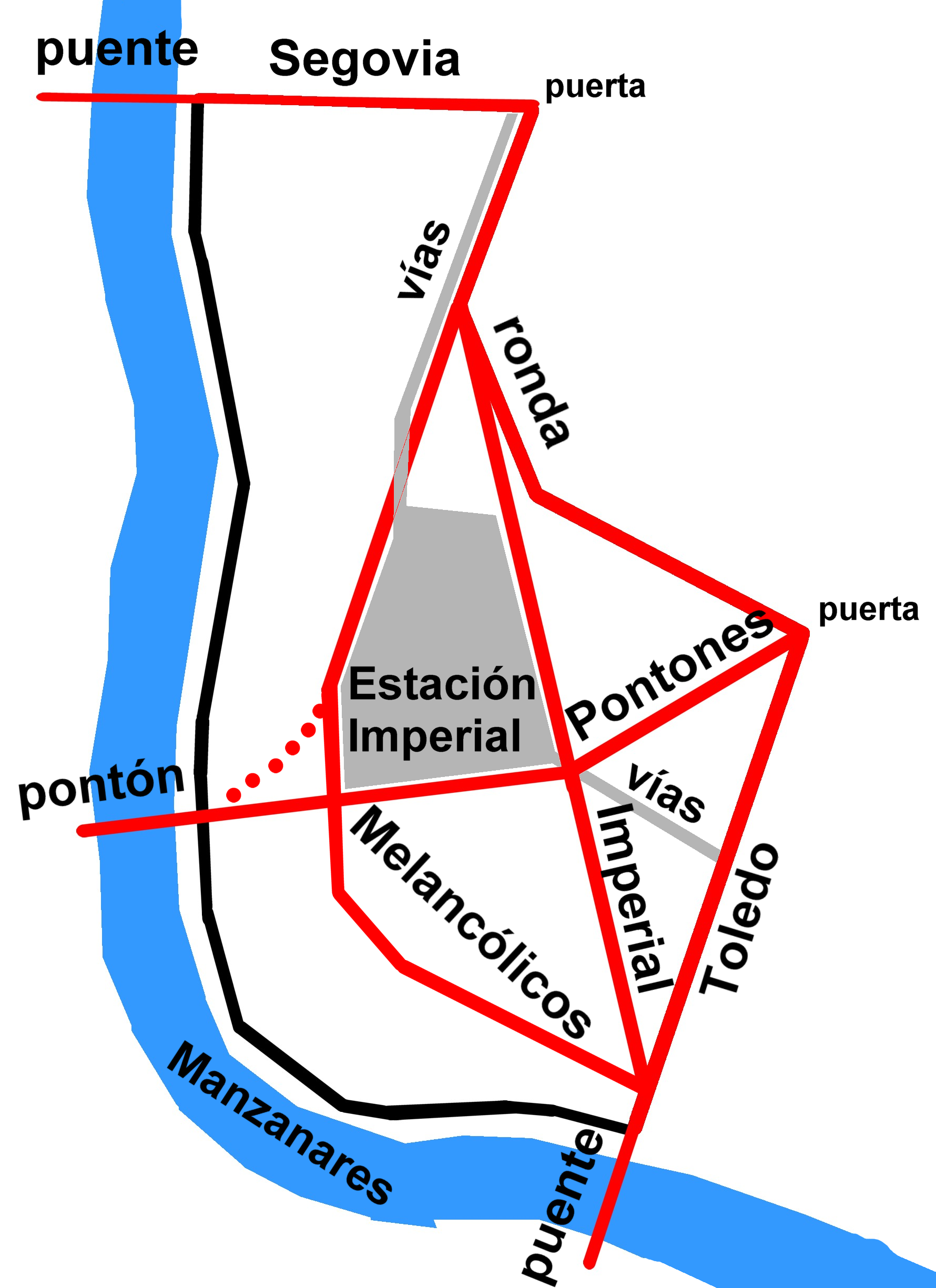
Esquema del barri amb els principals punts que condicionen la seva evolució històrica.

Imperial és el nom d'un dels barris administratius del districte d'Arganzuela, a Madrid. Té forma irregular i està situat en el límit nord-occidental del districte, trobant-se delimitat pel pont de Segovia i la carrer de Segovia al nord; la ronda de Segovia i la carrer de Toledo a l'est; i el riu Manzanares a l'oest i al sud. Està envoltat pels barris de Palacio (districte Centro) al nord; Puerta del Ángel i Los Cármenes (districte Latina) a l'oest; San Isidro (Carabanchel) al sud i Las Acacias (també del districte d'Arganzuela) a l'est. Dins del sistema actual de divisió de la ciutat, el districte d'Arganzuela té el codi 02 i el barri Imperial el 21. Té una superfície de 96,78 hectàrees.

## Població
Segons l'Anuario estadístico de 2006 de l'Ajuntament de Madrid, la població total del barri és de 22.942 habitants

## Història
Com en tota la ribera del Manzanares, al barri s'han trobat gran quantitat de fòssils dels animals que poblaven la vall del Manzanares en temps prehistòrics (aquí es troba l'important jaciment de la Hidroelèctrica).
Ja en època històrica, on els actuals ponts de Segòvia i Toledo, que serveixen de límit nord i sud al barri, van existir d'altres anteriors, derrocats repetidament pel riu, que servien de comunicació amb l'oest i el sud de la península. En 1584, Juan de Herrera construeix, per encàrrec de Felip II, el pont de Segòvia que coneixem en l'actualitat.
Gairebé un segle després, en el plànol de Pedro Teixeira, de 1656, apareix l'àrea clarament dividida en dues. D'una banda, les zones oriental i sud, és a dir, la ribera del Manzanares, és un terreny pla, format pels dipòsits arrossegats pel riu. Cap a l'est, el barri ascendeix pel talús que condueix fins a la zona de l'actual ronda de Segòvia, que es troba molt més alta: en el seu començament, cantonada al carrer de Segòvia, està a vint metres sobre el nivell del riu, mentre que el final, en la porta de Toledo, puja altres vint més. En el plànol s'observa un passeig flanquejat per arbres que comença al costat de la "puerta de la Puente" (posteriorment dita "de Segòvia"), situada on avui comença la ronda. El passeig discorre pel que avui és el primer tram de la ronda de Segòvia i després, per l'actual passeig dels Malenconiosos, descendeix fins a la zona del pontó de San Isidro (avui dia pont), on figura un molí. Al nord, al costat del pont, hi ha una zona d'hortes i, al costat del riu, uns petits edificis, els safaretjos.
Ja en època de Carles III, l'enginyer José Salcedo s'encarrega de dissenyar diversos passejos arbrats a la zona. D'una banda estan els dos tridents (tres carrers que surten d'un mateix punt) entorn del que actualment és l'últim tram del carrer de Toledo, llavors anomenat passeig dels Ocho Hilos, per tenir aquest nombre de fileres d'arbres. El trident que parteix de la porta de Toledo, està format pels passejos de Pontones, Ocho Hilos i Olmos; i el que parteix de l'actual glorieta de Pirámides ho componen el passeig Imperial, el dels Ocho Hilos i el de las Acacias. En el que concerneix més estrictament al barri Imperial, Salcedo perllonga el citat Imperial en línia recta fins a la seva confluència amb el punt en què la ronda, que sorgiria com a passeig posteriorment, gira cap a l'est per adaptar-se a la topografia. L'actual passeig de los Melancólicos és la part inferior de l'antic passeig que unia la porta de Segòvia amb el pont de San Isidro. Tot això està reflectit en el mapa del cartògraf Tomás López de Vargas Machuca, on també es reflecteix una plaça en la confluència dels passejos dels Pontones i Imperial, origen de l'actual de Francisco Morano. Segons Pedro de Répide, en documents del segle xviii ja es deia a aquests passejos imperials, origen del nom del barri.
En 1860 s'aprova el Pla d'Eixample de Madrid de Carlos María de Castro, que pel que fa al barri només planejava construir en el triangle delimitat pel passeig Imperial, el carrer Toledo i la ronda de Segovia, ja que Castro considerava que la resta, per "l'accidentat del terreny i les boires del riu" no era edificable. No obstant això, en 1866 s'inaugura el ferrocarril de circumval·lació, al que Castro es va oposar, que uneix les estacions d'Atocha i Príncipe Pío (llavors anomenada del Nord). Les vies obstaculitzen al barri per l'actual carrer del Doctor Vallejo-Nágera i discorrien després pel passeig dels Melancólicos i el primer tram de la ronda de Segòvia, fent tot el recorregut per dins d'una trinxera. La instal·lació del ferrocarril fa que, a poc a poc, el barri, i tot el districte d'Arganzuela, es vagi omplint de fàbriques i adquireixi el caràcter industrial que conservaria durant més d'un segle, augmentat amb la construcció en 1880 de l'Estació Imperial, dedicada exclusivament a mercaderies i situada entre els passejos dels Melancólicos, Imperial i Pontones.
Durant la major part del segle XX la zona és una abigarrada i caòtica barreja d'habitatges residencials de classe mitjana i baixa, indústries i magatzems. Les primeres se situen sobretot al nord del passeig Imperial, encara que aquí també hi ha activitat industrial, i en el terç nord del barri. Al maig de 1962 entra en funcionament la fàbrica de cerveses Mahou, la principal indústria del barri en l'actualitat, situada entre els passejos de Pontones i Imperial i el carrer Alejandro Dumas. En 1966 s'inaugura l'estadi Vicente Calderón a la zona situada entre els ponts de San Isidro i Toledo, que seguia sense ocupar. Les graderies de l'edifici, obra de l'arquitecte Javier Barroso y Sánchez-Guerra, estan pegades al riu, per la qual cosa l'autopista de circumval·lació M-30 discorre sota elles. També és de destacar l'estació transformadora d'Hidroelèctrica.
En 1988 se soterraren les vies del tren de circumval·lació creant-se el passadís verd ferroviari, amb el que el barri perd definitivament el caràcter industrial que ja venia decaient des de feia dues dècades. En 2007 se soterra l'autopista M-30. Sobre el terreny alliberat està previst construir un parc lineal al llarg de les riberes del riu, actualment en execució (juny de 2007). Solament el tram que discorre sota l'estadi Vicente Calderón segueix transcorrent en superfície, fins a la probable demolició de l'estadi en el futur.

## Turisme
Els punts turístics més importants del districte són:
- Puerta de Toledo
- Puente de Segovia
- Puente de Toledo
- Riu Manzanares. Després del soterrament de la M-30, es construirà sobre l'espai alliberat un parc lineal en ambdues ribes del riu. La zona es troba actualment en obres (juny de 2007).
- Estadi Vicente Calderón

## Transport

### Metro
- Puerta de Toledo (Línia )

### Autobusos
- Línies de l'EMT: 3, 17, 18, 23, 35, 41, 60, 148, C1 i C2.
- Línies nocturnes: N16, N17 y L5.